# Clasificación de UEFA para la Copa Mundial de Fútbol Playa FIFA 2015
La clasificación de la UEFA para la Copa Mundial de Fútbol Playa FIFA 2015 fue un torneo de fútbol playa que se desarrolló en Jesolo, Italia, desde el 5 al 14 de septiembre de 2014, en el que se determinaron los cuatro equipos clasificados de Europa. Todos los partidos se jugaron en el estadio Beach Arena del Faro di Jesolo.  Las selecciones que llegaron a las semifinales del torneo y lograron la clasificación para la copa del mundo fueron Rusia, ganadora del evento, Suiza, Italia, y España.
Los 24 equipos participantes fueron divididos en 6 grupos de 4 integrantes. Tras una ronda de todos contra todos, clasificaron dieciséis equipos que fueron emparejados para definir a ocho clasificados, que posteriormente fueron nuevamente divididos en cuatro grupos de cuatro participantes sobre la base de sus resultados. El mejor de cada grupo clasificaron a la copa mundial y también definieron el campeón del torneo.

## Equipos participantes
| Equipos participantes | Equipos participantes | Equipos participantes | Equipos participantes |
| --------------------- | --------------------- | --------------------- | --------------------- |
| Alemania              | España                | Inglaterra            | República Checa       |
| Austria               | Estonia               | Italia                | Rumania               |
| Azerbaiyán            | Francia               | Letonia               | Rusia                 |
| Bielorrusia           | Georgia               | Moldavia              | Turquía               |
| Bulgaria              | Grecia                | Noruega               | Suiza                 |
| Eslovaquia            | Hungría               | Polonia               | Ucrania               |

## Calendario y resultados

### Primera fase
En esta fase los veinticuatro equipos fueron divididos en seis grupos de cuatro integrantes y buscaron la clasificación en una ronda de todos contra todos. Pasaron a la siguiente fase los dos primeros lugares de cada grupo y los cuatro mejores terceros puestos.

#### Grupo A
| Equipo     | Pts | PJ | PG | PG+ | PP | GF | GC | Dif |
| ---------- | --- | -- | -- | --- | -- | -- | -- | --- |
| Italia     | 7   | 3  | 2  | 1   | 0  | 18 | 8  | 10  |
| Inglaterra | 6   | 3  | 2  | 0   | 1  | 13 | 12 | 1   |
| Grecia     | 3   | 3  | 1  | 0   | 2  | 16 | 13 | 3   |
| Moldavia   | 0   | 3  | 0  | 0   | 3  | 13 | 27 | -14 |

| Fecha                          | Lugar  |            |                       | Resultado     |                       |            |
| ------------------------------ | ------ | ---------- | --------------------- | ------------- | --------------------- | ---------- |
| 5 de septiembre de 2014, 11:30 | Jesolo | Inglaterra | Bandera de Inglaterra | 5: 3          | Bandera de Grecia     | Grecia     |
| 5 de septiembre de 2014, 17:45 | Jesolo | Moldavia   | Bandera de Moldavia   | 3: 11         | Bandera de Italia     | Italia     |
| 6 de septiembre de 2014, 10:15 | Jesolo | Inglaterra | Bandera de Inglaterra | 6: 5          | Bandera de Moldavia   | Moldavia   |
| 6 de septiembre de 2014, 17:45 | Jesolo | Italia     | Bandera de Italia     | 3: 3 (3:2 p.) | Bandera de Grecia     | Grecia     |
| 7 de septiembre de 2014, 10:15 | Jesolo | Grecia     | Bandera de Grecia     | 10: 5         | Bandera de Moldavia   | Moldavia   |
| 7 de septiembre de 2014, 17:45 | Jesolo | Italia     | Bandera de Italia     | 4: 2          | Bandera de Inglaterra | Inglaterra |

#### Grupo B
| Equipo      | Pts | PJ | PG | PG+ | PP | GF | GC | Dif |
| ----------- | --- | -- | -- | --- | -- | -- | -- | --- |
| Rusia       | 6   | 2  | 2  | 0   | 0  | 7  | 3  | 4   |
| Bielorrusia | 3   | 2  | 1  | 0   | 1  | 4  | 5  | -1  |
| Turquía     | 0   | 2  | 0  | 0   | 2  | 2  | 5  | -3  |
| Georgia 1   | 0   | 0  | 0  | 0   | 0  | 0  | 0  | 0   |

| Fecha                          | Lugar  |             |                        | Resultado |                        |             |
| ------------------------------ | ------ | ----------- | ---------------------- | --------- | ---------------------- | ----------- |
| 5 de septiembre de 2014, 12:45 | Jesolo | Bielorrusia | Bandera de Bielorrusia | 2: 1      | Bandera de Turquía     | Turquía     |
| 6 de septiembre de 2014, 16:30 | Jesolo | Rusia       | Bandera de Rusia       | 3: 1      | Bandera de Turquía     | Turquía     |
| 7 de septiembre de 2014, 16:30 | Jesolo | Rusia       | Bandera de Rusia       | 4: 2      | Bandera de Bielorrusia | Bielorrusia |

#### Grupo C
| Equipo          | Pts | PJ | PG | PG+ | PP | GF | GC | Dif |
| --------------- | --- | -- | -- | --- | -- | -- | -- | --- |
| España          | 9   | 3  | 3  | 0   | 0  | 23 | 4  | 19  |
| Azerbaiyán      | 6   | 3  | 2  | 0   | 1  | 10 | 8  | 2   |
| República Checa | 3   | 3  | 1  | 0   | 2  | 6  | 18 | -12 |
| Bulgaria        | 0   | 3  | 0  | 0   | 3  | 7  | 16 | -9  |

| Fecha                          | Lugar  |                 |                            | Resultado |                            |                 |
| ------------------------------ | ------ | --------------- | -------------------------- | --------- | -------------------------- | --------------- |
| 5 de septiembre de 2014, 09:00 | Jesolo | República Checa | Bandera de República Checa | 1: 4      | Bandera de Azerbaiyán      | Azerbaiyán      |
| 5 de septiembre de 2014, 15:15 | Jesolo | Bulgaria        | Bandera de Bulgaria        | 1: 8      | Bandera de España          | España          |
| 7 de septiembre de 2014, 09:00 | Jesolo | República Checa | Bandera de República Checa | 5: 4      | Bandera de Bulgaria        | Bulgaria        |
| 7 de septiembre de 2014, 15:15 | Jesolo | España          | Bandera de España          | 5: 3      | Bandera de Azerbaiyán      | Azerbaiyán      |
| 8 de septiembre de 2014, 14:00 | Jesolo | Azerbaiyán      | Bandera de Azerbaiyán      | 3: 2      | Bandera de Bulgaria        | Bulgaria        |
| 8 de septiembre de 2014, 16:30 | Jesolo | España          | Bandera de España          | 10: 0     | Bandera de República Checa | República Checa |

#### Grupo D
| Equipo     | Pts | PJ | PG | PG+ | PP | GF | GC | Dif |
| ---------- | --- | -- | -- | --- | -- | -- | -- | --- |
| Suiza      | 9   | 3  | 3  | 0   | 0  | 25 | 5  | 20  |
| Francia    | 6   | 3  | 2  | 0   | 1  | 16 | 11 | 5   |
| Estonia    | 3   | 3  | 1  | 0   | 2  | 8  | 11 | -3  |
| Eslovaquia | 0   | 3  | 0  | 0   | 3  | 6  | 28 | -22 |

| Fecha                          | Lugar  |            |                       | Resultado |                       |            |
| ------------------------------ | ------ | ---------- | --------------------- | --------- | --------------------- | ---------- |
| 5 de septiembre de 2014, 10:15 | Jesolo | Eslovaquia | Bandera de Eslovaquia | 0: 14     | Bandera de Suiza      | Suiza      |
| 5 de septiembre de 2014, 14:00 | Jesolo | Francia    | Bandera de Francia    | 4: 1      | Bandera de Estonia    | Estonia    |
| 7 de septiembre de 2014, 12:45 | Jesolo | Suiza      | Bandera de Suiza      | 4: 1      | Bandera de Estonia    | Estonia    |
| 7 de septiembre de 2014, 14:00 | Jesolo | Francia    | Bandera de Francia    | 10: 3     | Bandera de Eslovaquia | Eslovaquia |
| 9 de septiembre de 2014, 11:30 | Jesolo | Estonia    | Bandera de Estonia    | 4: 3      | Bandera de Eslovaquia | Eslovaquia |
| 9 de septiembre de 2014, 16:30 | Jesolo | Suiza      | Bandera de Suiza      | 7: 2      | Bandera de Francia    | Francia    |

#### Grupo E
| Equipo   | Pts | PJ | PG | PG+ | PP | GF | GC | Dif |
| -------- | --- | -- | -- | --- | -- | -- | -- | --- |
| Ucrania  | 9   | 3  | 3  | 0   | 0  | 15 | 4  | 11  |
| Alemania | 6   | 3  | 2  | 0   | 1  | 10 | 7  | 3   |
| Noruega  | 3   | 3  | 1  | 0   | 2  | 8  | 13 | -5  |
| Letonia  | 0   | 3  | 0  | 0   | 3  | 5  | 14 | -9  |

| Fecha                          | Lugar  |          |                     | Resultado |                     |          |
| ------------------------------ | ------ | -------- | ------------------- | --------- | ------------------- | -------- |
| 6 de septiembre de 2014, 12:45 | Jesolo | Alemania | Bandera de Alemania | 3: 2      | Bandera de Noruega  | Noruega  |
| 6 de septiembre de 2014, 15:15 | Jesolo | Letonia  | Bandera de Letonia  | 1: 4      | Bandera de Ucrania  | Ucrania  |
| 8 de septiembre de 2014, 12:45 | Jesolo | Alemania | Bandera de Alemania | 5: 1      | Bandera de Letonia  | Letonia  |
| 8 de septiembre de 2014, 17:45 | Jesolo | Ucrania  | Bandera de Ucrania  | 7: 1      | Bandera de Noruega  | Noruega  |
| 9 de septiembre de 2014, 14:00 | Jesolo | Noruega  | Bandera de Noruega  | 5: 3      | Bandera de Letonia  | Letonia  |
| 9 de septiembre de 2014, 17:45 | Jesolo | Ucrania  | Bandera de Ucrania  | 4: 2      | Bandera de Alemania | Alemania |

#### Grupo F
| Equipo  | Pts | PJ | PG | PG+ | PP | GF | GC | Dif |
| ------- | --- | -- | -- | --- | -- | -- | -- | --- |
| Rumania | 6   | 3  | 2  | 0   | 1  | 13 | 11 | 2   |
| Polonia | 6   | 3  | 2  | 0   | 1  | 12 | 11 | 1   |
| Hungría | 3   | 3  | 1  | 0   | 2  | 8  | 8  | 0   |
| Austria | 3   | 3  | 1  | 0   | 2  | 13 | 16 | -3  |

| Fecha                          | Lugar  |         |                    | Resultado |                    |         |
| ------------------------------ | ------ | ------- | ------------------ | --------- | ------------------ | ------- |
| 6 de septiembre de 2014, 09:00 | Jesolo | Rumania | Bandera de Rumania | 4: 2      | Bandera de Hungría | Hungría |
| 6 de septiembre de 2014, 14:00 | Jesolo | Austria | Bandera de Austria | 5: 7      | Bandera de Polonia | Polonia |
| 8 de septiembre de 2014, 11:30 | Jesolo | Rumania | Bandera de Rumania | 5: 7      | Bandera de Austria | Austria |
| 8 de septiembre de 2014, 15:15 | Jesolo | Polonia | Bandera de Polonia | 3: 2      | Bandera de Hungría | Hungría |
| 9 de septiembre de 2014, 12:45 | Jesolo | Hungría | Bandera de Hungría | 4: 1      | Bandera de Austria | Austria |
| 9 de septiembre de 2014, 15:15 | Jesolo | Polonia | Bandera de Polonia | 2: 4      | Bandera de Rumania | Rumania |

### Segunda fase
En esta fase los 16 equipos fueron divididos en cuatro grupos de cuatro integrantes y buscaron la clasificación en una ronda de todos contra todos. Los primeros lugares de cada grupo clasificaron a la Copa Mundial de Fútbol Playa FIFA 2015.

#### Grupo 1
| Equipo      | Pts | PJ | PG | PG+ | PP | GF | GC | Dif |
| ----------- | --- | -- | -- | --- | -- | -- | -- | --- |
| Italia      | 8   | 3  | 2  | 1   | 0  | 17 | 8  | 9   |
| Bielorrusia | 6   | 3  | 2  | 0   | 1  | 13 | 8  | 5   |
| Estonia     | 3   | 3  | 1  | 0   | 2  | 11 | 16 | -5  |
| Polonia     | 0   | 3  | 0  | 0   | 3  | 10 | 19 | -9  |

| Fecha                           | Lugar  |             |                        | Resultado   |                        |             |
| ------------------------------- | ------ | ----------- | ---------------------- | ----------- | ---------------------- | ----------- |
| 10 de septiembre de 2014, 10:15 | Jesolo | Bielorrusia | Bandera de Bielorrusia | 8: 2        | Bandera de Polonia     | Polonia     |
| 10 de septiembre de 2014, 17:45 | Jesolo | Estonia     | Bandera de Estonia     | 3: 8        | Bandera de Italia      | Italia      |
| 11 de septiembre de 2014, 12:45 | Jesolo | Bielorrusia | Bandera de Bielorrusia | 3: 2        | Bandera de Estonia     | Estonia     |
| 11 de septiembre de 2014, 17:45 | Jesolo | Italia      | Bandera de Italia      | 5: 3 (t.s.) | Bandera de Polonia     | Polonia     |
| 12 de septiembre de 2014, 12:45 | Jesolo | Polonia     | Bandera de Polonia     | 5: 3        | Bandera de Estonia     | Estonia     |
| 12 de septiembre de 2014, 17:45 | Jesolo | Italia      | Bandera de Italia      | 4: 2        | Bandera de Bielorrusia | Bielorrusia |

#### Grupo 2
| Equipo  | Pts | PJ | PG | PG+ | PP | GF | GC | Dif |
| ------- | --- | -- | -- | --- | -- | -- | -- | --- |
| España  | 7   | 3  | 2  | 1   | 0  | 17 | 13 | 4   |
| Ucrania | 6   | 3  | 2  | 0   | 1  | 17 | 11 | 6   |
| Turquía | 3   | 3  | 1  | 0   | 2  | 9  | 13 | -4  |
| Francia | 0   | 3  | 0  | 0   | 3  | 6  | 12 | -6  |

| Fecha                           | Lugar  |         |                    | Resultado     |                    |         |
| ------------------------------- | ------ | ------- | ------------------ | ------------- | ------------------ | ------- |
| 10 de septiembre de 2014, 12:45 | Jesolo | Ucrania | Bandera de Ucrania | 5: 1          | Bandera de Francia | Francia |
| 10 de septiembre de 2014, 15:15 | Jesolo | Turquía | Bandera de Turquía | 3: 6          | Bandera de España  | España  |
| 11 de septiembre de 2014, 10:15 | Jesolo | Ucrania | Bandera de Ucrania | 6: 4          | Bandera de Turquía | Turquía |
| 11 de septiembre de 2014, 15:15 | Jesolo | España  | Bandera de España  | 5: 4          | Bandera de Francia | Francia |
| 12 de septiembre de 2014, 10:15 | Jesolo | Francia | Bandera de Francia | 1: 2          | Bandera de Turquía | Turquía |
| 12 de septiembre de 2014, 15:15 | Jesolo | España  | Bandera de España  | 6: 6 (4:3 p.) | Bandera de Ucrania | Ucrania |

#### Grupo 3
| Equipo   | Pts | PJ | PG | PG+ | PP | GF | GC | Dif |
| -------- | --- | -- | -- | --- | -- | -- | -- | --- |
| Rusia    | 9   | 3  | 3  | 0   | 0  | 10 | 2  | 8   |
| Rumania  | 4   | 3  | 1  | 1   | 1  | 12 | 12 | 0   |
| Alemania | 3   | 3  | 1  | 0   | 2  | 9  | 7  | -2  |
| Grecia   | 0   | 3  | 0  | 0   | 3  | 6  | 16 | -10 |

| Fecha                           | Lugar  |          |                     | Resultado     |                     |          |
| ------------------------------- | ------ | -------- | ------------------- | ------------- | ------------------- | -------- |
| 10 de septiembre de 2014, 11:30 | Jesolo | Rumania  | Bandera de Rumania  | 3: 3 (2:0 p.) | Bandera de Alemania | Alemania |
| 10 de septiembre de 2014, 16:30 | Jesolo | Grecia   | Bandera de Grecia   | 0: 3          | Bandera de Rusia    | Rusia    |
| 11 de septiembre de 2014, 11:30 | Jesolo | Rumania  | Bandera de Rumania  | 7: 4          | Bandera de Grecia   | Grecia   |
| 11 de septiembre de 2014, 16:30 | Jesolo | Rusia    | Bandera de Rusia    | 2: 0          | Bandera de Alemania | Alemania |
| 12 de septiembre de 2014, 11:30 | Jesolo | Alemania | Bandera de Alemania | 6: 2          | Bandera de Grecia   | Grecia   |
| 12 de septiembre de 2014, 16:30 | Jesolo | Rusia    | Bandera de Rusia    | 5: 2          | Bandera de Rumania  | Rumania  |

#### Grupo 4
| Equipo     | Pts | PJ | PG | PG+ | PP | GF | GC | Dif |
| ---------- | --- | -- | -- | --- | -- | -- | -- | --- |
| Suiza      | 9   | 3  | 3  | 0   | 0  | 18 | 8  | 10  |
| Hungría    | 5   | 3  | 1  | 1   | 1  | 12 | 11 | 1   |
| Inglaterra | 2   | 3  | 0  | 1   | 2  | 10 | 17 | -7  |
| Azerbaiyán | 0   | 3  | 0  | 0   | 3  | 9  | 13 | -4  |

| Fecha                           | Lugar  |            |                       | Resultado   |                       |            |
| ------------------------------- | ------ | ---------- | --------------------- | ----------- | --------------------- | ---------- |
| 10 de septiembre de 2014, 09:00 | Jesolo | Inglaterra | Bandera de Inglaterra | 5: 4 (t.s.) | Bandera de Azerbaiyán | Azerbaiyán |
| 10 de septiembre de 2014, 14:00 | Jesolo | Hungría    | Bandera de Hungría    | 3: 6        | Bandera de Suiza      | Suiza      |
| 11 de septiembre de 2014, 09:00 | Jesolo | Inglaterra | Bandera de Inglaterra | 2: 5        | Bandera de Hungría    | Hungría    |
| 11 de septiembre de 2014, 14:00 | Jesolo | Suiza      | Bandera de Suiza      | 4: 2        | Bandera de Azerbaiyán | Azerbaiyán |
| 12 de septiembre de 2014, 09:00 | Jesolo | Azerbaiyán | Bandera de Azerbaiyán | 3: 4 (t.s.) | Bandera de Hungría    | Hungría    |
| 12 de septiembre de 2014, 14:00 | Jesolo | Suiza      | Bandera de Suiza      | 8: 3        | Bandera de Inglaterra | Inglaterra |

### Tercera fase
Se jugó para determinar al campeón, subcampeón, tercer y cuarto lugar.

#### Fase final
|  | Semifinales      | Semifinales      |   |                | Final            | Final            |  |
|  | 13 de septiembre | 13 de septiembre |   |                | 14 de septiembre | 14 de septiembre |  |
|  |                  |                  |   |                |                  |                  |  |
|  | Jesolo - 16:30   |                  |   |                |                  |                  |  |
|  | Suiza (t.s.)     | 5                |   |                |                  |                  |  |
|  | España           | 4                |   |                |                  |                  |  |
|  |                  |                  |   |                |                  |                  |  |
|  |                  |                  |   |                | Jesolo - 17:45   |                  |  |
|  |                  |                  |   |                | Suiza            | 5                |  |
|  |                  | Rusia            | 6 |                |                  |                  |  |
|  |                  |                  |   |                |                  |                  |  |
|  |                  |                  |   |                |                  |                  |  |
|  |                  |                  |   |                | Tercer lugar     |                  |  |
|  | Jesolo - 17:45   | Jesolo - 17:45   |   | Jesolo - 16:30 | Jesolo - 16:30   |                  |  |
|  | Rusia            | 5                |   | España         | 4                |                  |  |
|  | Italia           | 3                |   |                | Italia           | 5                |  |

#### Semifinales
| 13 de septiembre de 2015, 16:30 | Suiza                                                                      | 5:4 (t. s.)(1:0 t. s.)    | España                                                      | Beach Arena del Faro di Jesolo, Jesolo |             |
|                                 | D. Stankovic 8' 34' · S. Spaccarotella 17' · A. Shirintsi 27' · S. Leu 38' | ( 1:2, 1:1, 2:1 ) Reporte | Juanma 2' · Antonio 3' · M. Jaeggy 15' (a.g.) · Llorenç 36' | Árbitro(s):                            | Árbitro(s): |

| 13 de septiembre de 2015, 17:45 | Rusia                                                                                   | 5:3                       | Italia                          | Beach Arena del Faro di Jesolo, Jesolo |             |
|                                 | D. Shishin 13' · A. Frainetti 20' (a.g.) · Y. Krasheninnikov 24' 29' · A. Peremitin 27' | ( 0:2, 3:0, 2:1 ) Reporte | G. Gori 2' 7' · M. Marrucci 29' | Árbitro(s):                            | Árbitro(s): |

#### Tercer puesto
| 14 de septiembre de 2015, 16:30 | España                                              | 4:5                       | Italia                                                                    | Beach Arena del Faro di Jesolo, Jesolo |             |
|                                 | Antonio 2' · Ezequiel 12' · Llorenç 24' · Kuman 33' | ( 2:2, 1:1, 1:2 ) Reporte | E. Zurlo 1' · D. Ramacciotti 3' 36' · P. Palmacci 17' · F. Corosiniti 35' | Árbitro(s):                            | Árbitro(s): |

#### Final
| 14 de septiembre de 2015, 17:45 | Suiza                                                   | 5:6                       | Rusia                                                                                    | Beach Arena del Faro di Jesolo, Jesolo |             |
|                                 | M. Jaeggy 20' 30' · P. Borer 29' · D. Stankovic 31' 35' | ( 0:2, 1:3, 4:1 ) Reporte | A. Krutikov 8' · M. Chuzhkov 8' · A. Makarov 16' 23' · A. Peremitin 16' · D. Shishin 35' | Árbitro(s):                            | Árbitro(s): |

|                           |
| Campeón Rusia 1.er Título |

## Clasificados a la Copa Mundial de Fútbol Playa de 2015
| Bandera de Portugal | Bandera de España | Bandera de Italia | Bandera de Rusia | Bandera de Suiza |
| Portugal Anfitrión  | España            | Italia            | Rusia            | Suiza            |
| ------------------- | ----------------- | ----------------- | ---------------- | ---------------- |